# 古語拾遺
『古語拾遺』（こごしゅうい）は、平安時代の神道資料。官人・斎部広成が大同2年（807年）に編纂。全1巻。

## 成立
大同2年（807年）2月13日に書かれたとされている。大同元年（806年）とする写本もあるが、跋（あとがき）に「方今、聖運初めて啓け…宝暦惟新に」とあることから、平城天皇即位による改元の806年（延暦25年・大同元年）5月18日以降であることがわかり、「大同元年」説は誤りということが分かる。
『日本後紀』の大同元年8月10日の条に、「以前から続いていた『中臣・忌部相訴』に対する勅裁があった」とある。この条文から、「大同元年」論者は『古語拾遺』をこの勅裁に先立つ証拠書類だと考えた。しかし、本文はこの8月10日の出来事を前提に書かれているので矛盾することとなる。

## 選者
斎部広成の伝記は『日本後紀』の大同3年（808年）11月17日の条に「正六位上」から「従五位下」に昇ったとあるのみで、ほかのことはわからない。ちなみに、この昇階は平城天皇の大嘗祭の功によるものだろうという。ところが、本書の跋には「従五位下」とあり、大同2年（807年）当時は「正六位上」だったはずである。これは後世の改変だと考えられている。

## 編纂目的
「愁訴陳情書説」が古くから唱えられていた。現在では、朝廷が行った法制整備（式）のための事前調査（格）に対する忌部氏（斎部氏）の報告書であるという説が有力である。

### 愁訴陳情書説
元々、斎部氏（忌部氏）は朝廷の祭祀を司る氏族だった。しかし大化の改新以降、同様に祭祀を司っていた中臣氏が政治的な力を持ち、祭祀についても役職は中臣氏だけが就いているという状況だった。本書は斎部氏の正統性を回復するために著されたものである、とする説。

### 調査報告書説
伊勢神宮の奉幣使の役職をめぐって忌部氏と中臣氏は長年争ってきたが、大同元年8月10日に忌部氏に対する勝訴判決が出ている。本書が上呈された大同2年2月13日はこの判決の後である。「勝訴」のあとに陳情を出すのは不自然なことから、「愁訴陳情書説」は説得力を欠くことになる。
ときの天皇である平城天皇は式（律令の施行規則）を制定する方針をもっていた。本書の跋に「造式の年」とあり、14年後の嵯峨天皇弘仁11年（820年）4月に『弘仁式』ができている。このことから、造式のための調査報告書だった可能性が指摘されている。また、同時期には『延暦儀式帳』が伊勢神宮から提出されている。これも造式に備えた事前調査の一環だったといわれており、『古語拾遺』と同じ流れに沿ったものだ、とする説。

## 内容
- 序
- 本文
  - 神代古伝承
  - 神武天皇以降の古伝承
  - 古伝承に抜けた11カ条
  - 御歳神祭祀の古伝承
- 跋

天地開闢から天平年間（729年 - 749年）までが記されている。『古事記』や『日本書紀』などの史書にはみられない斎部氏に伝わる伝承も取り入れられている。
斎部氏は天太玉命の子孫とされていることから、天太玉命ら斎部氏の祖神の活躍が記紀よりも多く記されている。造化三神については『古事記』と共通するものの、神名については全て『日本書紀』に沿っている。歴代天皇の呼称については神武天皇のみ当時としては珍しく漢風諡号が用いられ、以後は在位当時の宮の所在地をもって示している。しかし祝詞で登場するカムロキ、カムロミについて高皇産霊神と神産霊神とするのは、『古語拾遺』が最初である。さらに天璽の神器について「八咫鏡及び草薙の剣の二種の神宝」とし「矛と玉は自に従ふ」とするなど、記紀とは異なる記述があり、伊勢の神宮と大嘗祭の由紀殿、主基殿の造営に斎部氏が預かられていないこと（遺りたる四）だけではなく、鎮魂祭に猿女君が任命されていないこと（遺りたる九）など神代より祭祀を担ってきた姓氏が採用されず、大化の改新以来中臣氏が独占している弊害を記する。

## 研究・受容の沿革

### 影響
『先代旧事本紀』『本朝月令』『政事要略』『長寛勘文』『年中行事秘抄』『釈日本紀』や伊勢神道の文献などに利用・引用されており、神典として重視されてきたことがわかる。

### 研究
安永2年（1773年）に奈佐勝皋（かつたか）が『疑斎』を著している。その中で、『古語拾遺』を「斎部氏の衰廃を愁訴したるに過ぎざるのみ」と批判している。これに対して、本居宣長は『疑斎弁』を著して『古語拾遺』を弁護した。
近代以降では、昭和3年（1928年）に津田左右吉が、「執筆当時の歴史史料とはなるが、記紀以前のことを知るための史料としては価値がない」と評価している。
記紀と比して重要性は薄いとされてきたが、現在では再評価されつつある。昭和天皇の大典の際に外国人として唯一建礼門の前に立つことを許可された神道学者のリチャード・ボンソンビー＝フェインは記紀よりも重視している。

## 刊行本
- 『古語拾遺講義：標註』小田清雄編（邦典館、1890年）
  - 『古語拾遺講義：標註』（増補改正版）小田清雄編、藤原幸盛 訂（邦典館、1891年）
  - 『古語拾遺講義：標註』（増訂3版）小田清雄編、藤原幸盛 訂（桜園書院、1925年）
- 『古語拾遺講義：稜威男健（いつのをたけび）』栗田寛（大岡山書店、1929年）（明治時代の註釈書が出版されたもの[6]）。
- 『古語拾遺』岩波書店〈岩波文庫〉、1929年。
- 『古語拾遺・高橋氏文』安田尚道・秋本吉徳校註（現代思潮社〈新撰日本古典文庫4〉、1976年）
  - 訓読、注釈、補注、原文（校異付き）、解説。
- 『古語拾遺』斎部広成撰、西宮一民校注（岩波書店〈岩波文庫〉、1985年）ISBN 4-00-300351-9
  - 原本、注釈、解説から成る。
- 『古語拾遺：附註釋』飯田瑞穂校注（神道大系編纂会〈神道大系：古典編5〉、1986年）
  - 『古語拾遺』と『古語拾遺講義：稜威男健』を採録。
- 『古語拾遺を読む』（右文書院、2004年） ISBN 4-8421-0039-7